# Yrjö Sjöblom
Yrjö Sjöblom, född 26 maj 1889 i Norinkylä, Östermark, död i juli 1971 i USA, var en amerikafinländsk sångare och körledare. Han är mest känd för att varit en av grundarna till manskören New Yorkin Laulumiehet 1920.
Sjöblom emigrerade med sina föräldrar till Pennsylvania 1892. Sedermera flyttade Sjöblom till Brooklyn, New York, där han engagerades i körsång. 1920 bildade han tillsammans med Armas Uksila kören New Yorkin Laulumiehet (NYL), för vilken Sjöblom blev hedersordförande. Han var också en drivande gestalt i kören Amerikan Laulajat (AL). Sjöblom var verksam vid NYL fram till sin död. Sjöblom var vän till tonsättaren Jean Sibelius, vilken han träffade under Sibelius' besök i Brooklyn 1926.